# McLaren MP4-27
McLaren MP4-27 — гоночный автомобиль команды Vodafone McLaren Mercedes, разработанный и построенный конструкторской группой McLaren Racing под руководством Пэдди Лоу и Тима Госса для участия в Чемпионате мира по автогонкам в классе Формула-1 сезона 2012 года.

## Презентация
Презентация шасси состоялась 1 февраля 2012 года и прошла в Технологическом центре McLaren на базе команды в Уокинге.

## Внешний вид

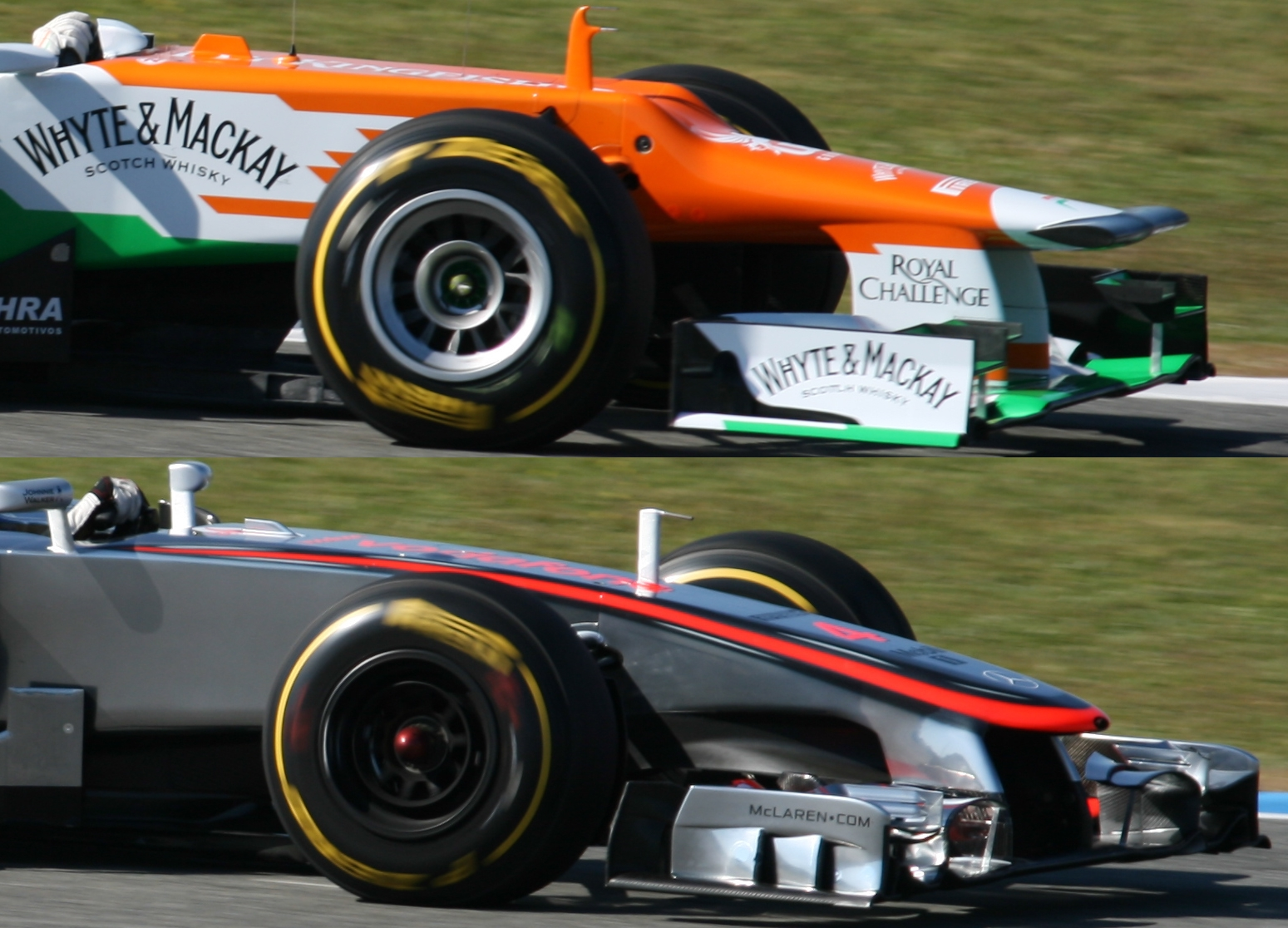
Сравнение носового обтекателя MP4-27 с обтекателем на Force India VJM05

Инженеры команды решили отказаться от L-образных боковых понтонов, которые использовались на модели 2011 года. Воздухозаборники стали располагаться выше и имеют более стандартную форму.
Из всех машин сезона 2012, представленных к первым предсезонным тестам в Хересе, MP4-27 стал единственным с плавным снижением носового обтекателя, без изломов. Конструкторы решили отказаться от излома, обусловленного изменениями в правилах, так как машины McLaren предыдущих моделей отличало низкое расположение носового обтекателя. Данное решение позволило снизить центр масс и добиться более оптимального расположения элементов передней подвески.
Также была изменена форма зеркал заднего вида и их высота.

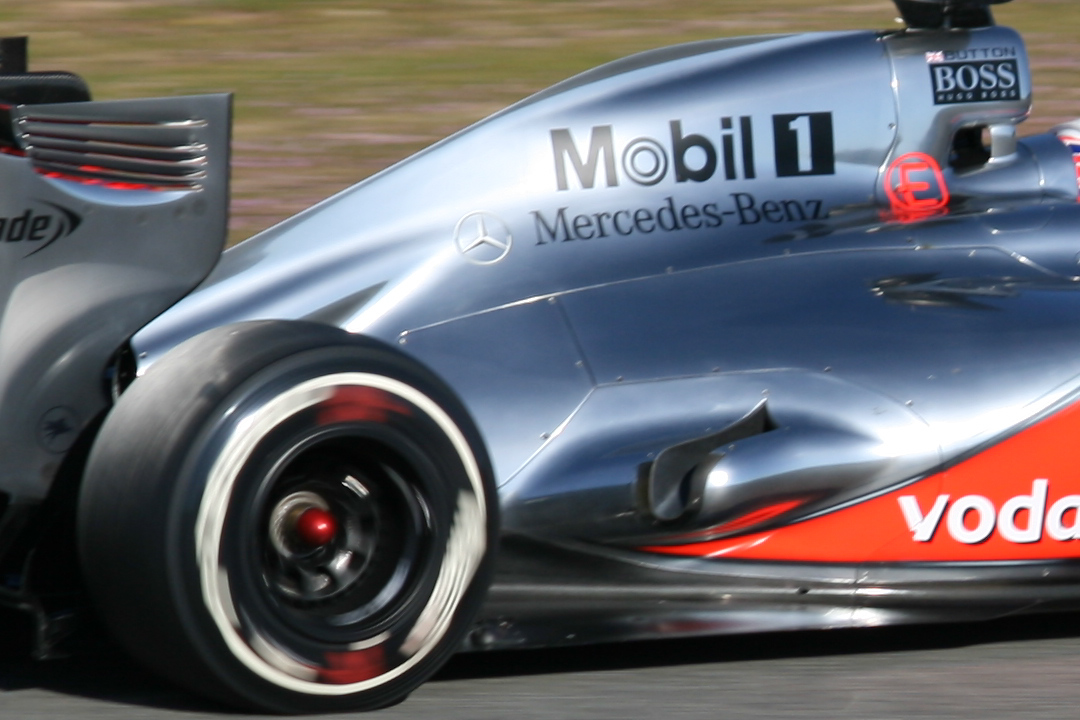
Отверстие в корпусе для вывода выхлопных газов на MP4-27

На MP4-27 был реализован специфичный вывод выхлопных газов в выемку в корпусе. Данное решение также было применено и на Ferrari F2012, и поставлено под сомнение рядом команд, поскольку с 2012 года техническим регламентом было запрещено создание выхлопных систем, влияющих на аэродинамику. Однако технический делегат ФИА Чарли Уайтинг подтвердил законность данного технического решения.

## История выступлений в Гран-при

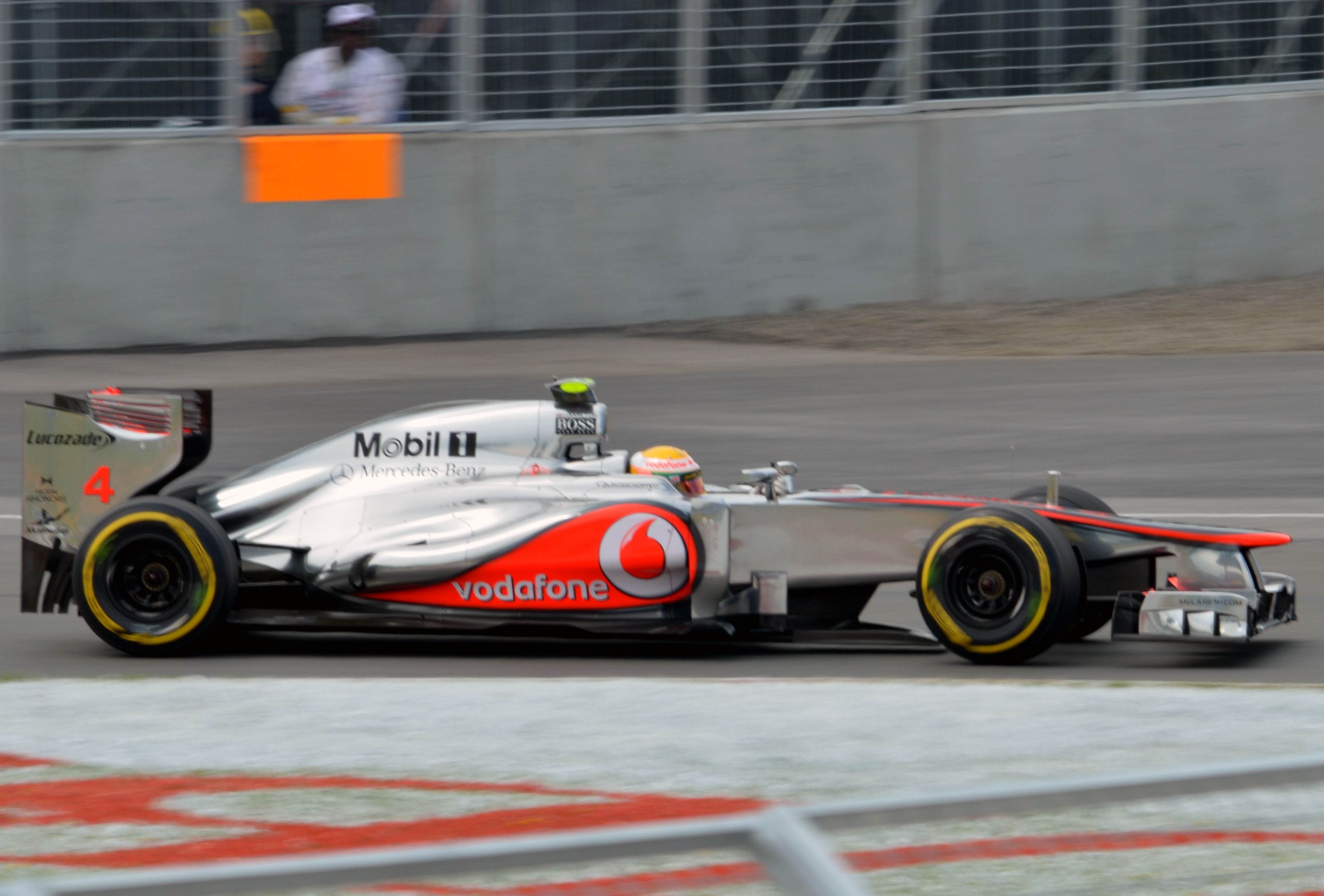
Победитель Гран-при Канады Льюис Хэмилтон за рулём обновлённой MP4-27

## Результаты выступлений в гонках
| Легенда к таблице |                                                                    |
| --- | ------------------------------------------------------------------ |
| В таблице перечислены результаты всех Гран-при Формулы-1, в которых использовался автомобиль. Строками таблицы являются сезоны, столбцами — этапы чемпионата мира. В каждой клетке указаны сокращённое название этапа и результат, дополнительно обозначенный цветом. Расшифровка обозначений и цветов представлена в нижеследующей таблице. |                                                                    |
| \| Пример \| Описание \| \| ------------ \| ------------------------------------------------------------------ \| \| 1 \| Победитель \| \| 2 \| Второе место \| \| 3 \| Третье место \| \| 5 \| Финишировал, заработав очки \| \| Сход \| Не финишировал, но при этом заработал очки \| \| 12 \| Финишировал, не получив очков \| \| НКЛ \| Финишировал, но не попал в финальную классификацию \| \| 15 \| Участвовал вне зачёта, либо по отдельной классификации \| \| 18 \| Не финишировал, но попал в финальную классификацию \| \| Сход \| Не финишировал \| \| НКВ \| Не прошёл квалификацию \| \| НПКВ \| Не прошёл предквалификацию \| \| ДСК \| Дисквалифицирован \| \| ИСК \| Исключён из протокола соревнований \| \| ТТ \| Заявлен для участия только в тренировках \| \| НС \| Участвовал в квалификации, но не стартовал в гонке \| \| Т \| Травмирован или болен \| \| ОТК \| Отказ от участия \| \| НТР \| Прибыл на соревнования, но на трассу не выезжал \| \| НПР \| Был заявлен в числе участников, но не прибыл к началу соревнований \| \| О \| Соревнования отменены \| \| \| Не участвовал \| \| Поул-позиция \| \| \| Быстрый круг \| \| |                                                                    |
| Пример | Описание                                                           |
| 1 | Победитель                                                         |
| 2 | Второе место                                                       |
| 3 | Третье место                                                       |
| 5 | Финишировал, заработав очки                                        |
| Сход | Не финишировал, но при этом заработал очки                         |
| 12 | Финишировал, не получив очков                                      |
| НКЛ | Финишировал, но не попал в финальную классификацию                 |
| 15 | Участвовал вне зачёта, либо по отдельной классификации             |
| 18 | Не финишировал, но попал в финальную классификацию                 |
| Сход | Не финишировал                                                     |
| НКВ | Не прошёл квалификацию                                             |
| НПКВ | Не прошёл предквалификацию                                         |
| ДСК | Дисквалифицирован                                                  |
| ИСК | Исключён из протокола соревнований                                 |
| ТТ | Заявлен для участия только в тренировках                           |
| НС | Участвовал в квалификации, но не стартовал в гонке                 |
| Т | Травмирован или болен                                              |
| ОТК | Отказ от участия                                                   |
| НТР | Прибыл на соревнования, но на трассу не выезжал                    |
| НПР | Был заявлен в числе участников, но не прибыл к началу соревнований |
| О | Соревнования отменены                                              |
| | Не участвовал                                                      |
| Поул-позиция |                                                                    |
| Быстрый круг |                                                                    |

| Год  | Команда                   | Двигатель       | Ш | Пилоты         | 1   | 2   | 3   | 4   | 5   | 6   | 7   | 8   | 9   | 10   | 11  | 12   | 13   | 14   | 15  | 16   | 17  | 18   | 19  | 20   | Место | Очки |
| ---- | ------------------------- | --------------- | - | -------------- | --- | --- | --- | --- | --- | --- | --- | --- | --- | ---- | --- | ---- | ---- | ---- | --- | ---- | --- | ---- | --- | ---- | ----- | ---- |
| 2012 | Vodafone McLaren Mercedes | Mercedes 2,4 V8 | P |                | АВС | МАЛ | КИТ | БАХ | ИСП | МОН | КАН | ЕВР | ВЕЛ | ГЕР  | ВЕН | БЕЛ  | ИТА  | СИН  | ЯПО | КОР  | ИНД | АБУ  | США | БРА  | 3     | 378  |
| 2012 | Vodafone McLaren Mercedes | Mercedes 2,4 V8 | P | Дженсон Баттон | 1   | 14  | 2   | 18† | 9   | 16  | 16  | 8   | 10  | 2    | 6   | 1    | Сход | 2    | 4   | Сход | 5   | 4    | 5   | 1    | 3     | 378  |
| 2012 | Vodafone McLaren Mercedes | Mercedes 2,4 V8 | P | Льюис Хэмилтон | 3   | 3   | 3   | 7   | 8   | 5   | 1   | 19  | 8   | Сход | 1   | Сход | 1    | Сход | 5   | 10   | 4   | Сход | 1   | Сход | 3     | 378  |

† Финишировал седьмым, но был оштрафован прибавкой 20 секунд.